# Nudina artaxidia
Nudina artaxidia är en fjärilsart som beskrevs av Butler 1881. Nudina artaxidia ingår i släktet Nudina och familjen björnspinnare. Inga underarter finns listade i Catalogue of Life.